# Calocera sinensis
Calocera sinensis är en svampart som beskrevs av McNabb 1965. Calocera sinensis ingår i släktet Calocera och familjen Dacrymycetaceae.   Inga underarter finns listade i Catalogue of Life.